# Ốc đắng

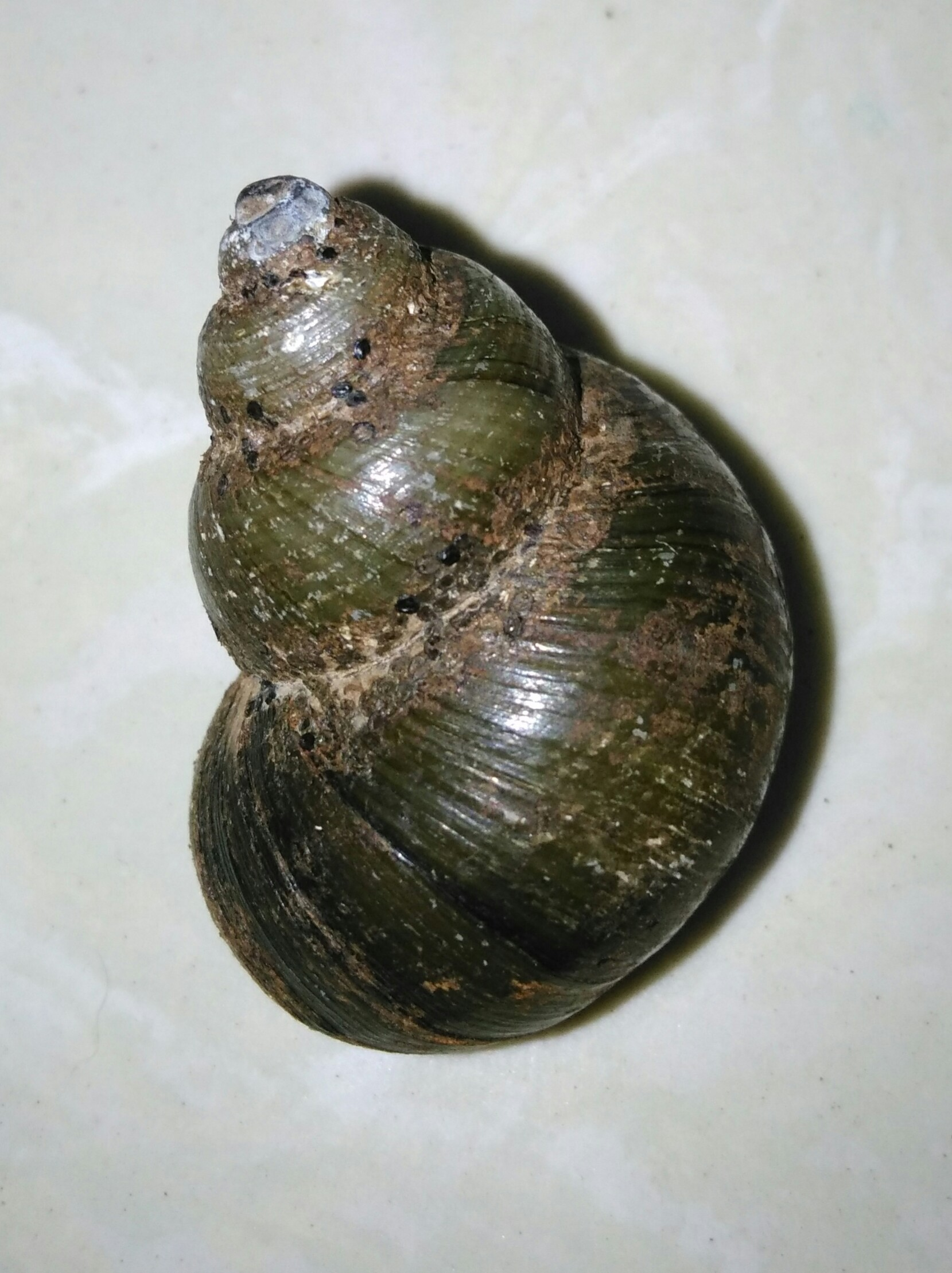
Một con ốc đắng miền Tây

Ốc đắng là một loại ốc nước ngọt cỡ nhỏ phân bố nhiều ở Đồng bằng sông Cửu Long thuộc Việt Nam. Đây là một loại ốc rất phổ biến ở vùng sông nước miền Tây Nam Bộ. Người miền Tây Nam Bộ thường có câu: “Đã là dân miền Tây, không ai không biết đến Ốc Đắng”. Câu nói này hoàn toàn đúng, bởi đây là loại ốc rất phổ biến ở vùng sông nước đồng bằng Cửu Long, trở thành món ăn dân dã quen thuộc của người dân nơi đây. Ốc đắng tuy không ngon bằng ốc gạo nhưng thịt nhiều hơn và rẻ, lại có quanh năm.

## Đặc điểm
Ốc đắng là loài nhuyễn thể, mình tròn, to cỡ đầu ngón trỏ (cũng có khi lớn hơn), màu nâu thẫm, đuôi nhọn, trôn ốc xoắn nhặt (tương tự như ốc gạo) thường xuất hiện quanh năm nơi các ao, hồ, sông, rạch nơi đồng bằng miền Tây Tuy không lớn con nhiều thịt như ốc bươu, ốc lác, nhưng khi nhắc đến ẩm thực miệt đồng quê thì người ta lại nghĩ ngay về loài ốc đắng
Ốc đắng sinh sống khắp nơi, kênh rạch, ao hồ, đồng ruộng. Ốc bám trên các thân cây mục dưới nước, dạ cầu và hiện diện ở các con mương dẫn nước vào ruộng. Loài thân mềm nhỏ bé nhưng lại có một sức sống khá mãnh liệt. Ốc đắng đúng mùa thì khá nhiều và mập ú. Mùa mưa nhiều ốc đắng nhưng không ngon vì ốc đắng đẻ vào mùa mưa nên ruột teo nhỏ. Còn cuối mùa nắng ốc đắng mang trứng luộc ăn nghe sực sực, người ta cũng chê. Ốc đắng ngon nhất, mập nhất là bắt vào tháng ba, nhiều nơi con ốc đắng vốn sống thiên nhiên hoang dã cũng được ăn ké thức ăn của cá, nên lúc nào nó cũng mập
Ốc đắng nhìn gần giống với ốc gạo, hay ốc bắt dưới đồng ở vùng Hải Dương, Quảng Ninh, nhưng con nhỏ hơn một chút. Tuy vậy, phần thịt ốc rất đầy, có vị hơi ngăm ngăm, nhưng càng nhai, sẽ thấy vị ốc rất ngọt, thơm
. 
Ốc đắng sau khi bắt ở ngoài đồng về thường bị dính rất nhiều bùn đất nên cần phải được rửa sạch. Sau đó đem gọng vài giờ cho ốc nhả hết bùn và chất nhớt. Dân gian thường dùng nước vo gạo để ngâm ốc (vì như thế ốc sẽ mau nhả sình hơn). Nếu không có nước vo gạo thì có thể thay thế bằng những lát ớt sừng trâu. Ốc bị cay sẽ mau chóng nhả hết những chất dơ.

## Khai thác
Ốc đắng phổ biến và nhiều đến mức ở miền Tây, người ta chỉ cần xuống sông, dùng rổ thưa xúc phía dưới những giề lục bình, hay mò dưới mương vườn nơi ốc thường bám vào những gốc dừa, chà tre mục, những trái dừa bị sóc ăn rụng lâu ngày là đã có ốc ăn. Vào những ngày mát trời, đi bắt ốc khoảng một giờ có thể thu hoạch được cả ký ốc đắng.
Chỉ cần dùng bao dựng lúa hay bao thức ăn chăn nuôi cột vào sợi dây gân rồi đem thả xuống các tuyến kênh, đến hôm sau là người dân có thể thu hoạch ốc đắng. Bằng phương pháp này mà nhiều hộ dân của huyện Tháp Mười cải thiện được thu nhập, nâng cao hiệu quả kinh tế gia đình. Nghề bắt ốc đắng bằng phương pháp này chi phí đầu tư thấp, chủ yếu phụ thuộc vào số lượng dây gân và số lượng bao, trung bình chi phí đầu tư khoảng 2.000m dây gân và 1.000 cái bao tốn khoảng 2,5 triệu đồng, nhưng mỗi ngày thu hoạch trên 200.000đ, công việc này người dân làm quanh năm chỉ trừ 3 tháng mùa lũ. Rất nhiều người dân trong huyện bắt ốc đắng bằng phương pháp này do có thu nhập tương đối ổn định.
Ngoài việc sử dụng bao để bắt ốc đắng, người dân còn sử dụng tàu dừa để bắt ốc, tàu dừa có ưu điểm là dính nhiều ốc hơn do ốc bám vào các lá, nhưng nhược điểm là bị ngâm trong nước lâu ngày dễ bị mục nát và hư hỏng, nên đa số người dân đều chọn bao đựng lúa hay bao thức ăn chăn nuôi để bắt ốc. Nghề bắt ốc đắng này không chỉ có những hộ làm chuyên làm thuê làm mướn bắt, mà cả những hộ gia đình có ruộng đất, kinh tế ổn định cũng tham gia vào cuộc mưu sinh này để kiếm tiền trang trải chi phí hàng ngày trong gia đình. Người dân làm nghề bắt ốc đắng nên nâng cao nhận thức, nên bắt ốc lớn, thả ốc nhỏ để tránh nguy cơ tận diệt loài ốc đắng.

## Trong ẩm thực
Ốc đắng gắn liền trong ký ức của những cư dân đồng bằng sông Cửu Long qua các món ăn dân dã, trong đó có những món như Gỏi ốc đắng trộn bắp chuối, chả ốc đắng, và ốc đắng chiên trứng. Dân miền Tây không ai không biết đến cái tên Ốc đắng. Ốc đắng có thể làm các món dân dã như: ốc đắng luộc chấm nước nước mắm chanh sả ớt (hay cơm mẻ sả ớt), ốc đắng kho sả ớt, ốc đắng kho dừa, gỏi ốc đắng trộn bắp chuối và chả ốc đắng, đều rất ngon. Ốc đắng luộc là món ăn dân dã vừa ngon, vừa dễ chế biến lại không tốn tiền.
Cách chế biến ốc đắng đơn giản. Ốc sau khi ngâm 5-6 tiếng là có thể đem luộc. Trước khi luộc đem ốc rửa thật sạch một lần nữa. Sau đó cho ốc vào nồi và đổ xâm xấp nước (không nên cho nhiều nước vì vừa phí nước vừa lâu chín ốc). Cho vào nồi một ít lá ổi hay cọng sả đập dập để khử mùi tanh của ốc. Canh chừng khi nào nước sôi thì vớt bọt dơ ra. Nồi ốc sôi khoảng 5-10 phút hoặc khi nào ốc tróc mài là có thể tắt bếp. Hình ảnh con ốc, cọng rau không chỉ đi vào tiềm thức về tuổi thơ của nhiều người mà còn để lại những dư vị khó quên trong làng ẩm thực của vùng sông nước Nam bộ – đặc biệt là các món ốc đắng mộc mạc, chân quê.
Gỏi là món ngon được chế biến từ cá, tôm, thịt… kết hợp với nhiều loại rau, củ, trái như chuối cây, bắp chuối, bắp cải, đu đủ thái nhỏ, trộn thêm chất chua, cay nồng. Gần đây nhiều nhà hàng, quán ăn lại biến tấu thêm nhiều món gỏi còn hấp dẫn hơn, độc đáo nhất là gỏi ốc đắng trộn với bưởi và cơm dừa nạo